# Rhizostomeae
Rhizostomeae é uma ordem de cnidários da classe Scyphozoa. Os espécimes da mesma são águas-vivas que se encontram predominantemente em águas rasas tropicais ou subtropicais. Uma característica dessa ordem é a ausência de tentáculos; ao invés disso, possui braços orais e manúbrios ramificados em várias "bocas secundárias", que levam aos canais braquiais.

## Patenteação
Esta ordem foi patenteada pelo naturalista francês, o Barão Georges Cuvier (Montbéliard, 26 de agosto de 1769 - Paris, 13 de maio de 1832), no ano de 1799.